# Escuela de negocios
Una escuela de negocios es un centro docente de enseñanza superior que imparte materias como administración, contabilidad, economía, mercadotecnia, finanzas, estrategia, métodos cuantitativos, emprendimiento y comportamiento organizacional.
Existen dos tipos:
- Las que forman parte de una universidad, como escuelas o facultades, que emiten titulaciones oficiales, tanto de pregrado como de postgrado (máster y doctorado), o como institutos universitarios, que emiten titulaciones propias.
- Las que solamente son instituciones académicas privadas, que emiten titulaciones propias no regladas.

Según la Global Foundation for Management Education (Fundación Global para la Educación de Gestión), en 2006 existían miles de centros docentes que ofrecen formación de negocios; el número exacto se encontraría entre 8,000 y 17,000, debido a la falta de clasificaciones precisas en muchos países.

## Historia
Las primeras escuelas de negocios aparecieron en Europa en el siglo XVIII y se multiplicaron desde principios del siglo XIX. Una de las primeras fue la Lisbon Business School, fundada en 1759. Como señala el académico francés Adrien Jean-Guy Passant, la escuela de negocios más antigua que sigue en activo es, hasta el día de hoy, la ESCP Europe, fundada en París en octubre de 1819, con el nombre de Escuela Superior de Comercio de París (École Supérieure de Commerce de Paris), seguida de la escuela de negocios de la Università Ca'Foscari en Italia que se inauguró en agosto de 1868 con el nombre de Escuela de Negocios de Venecia. Si, en Europa, las escuelas de negocios son generalmente reconocidas como los primeros establecimientos educativos que enseñaron comercio, fueron sin embargo las escuelas de ingeniería las que, a principios del siglo XIX, impartieron la educación empresarial de nivel superior, en particular en el Politécnico de Praga (desde 1806) y el Politécnico de Viena (desde 1815).
La escuela de negocios más antigua que sigue en activo es la ESCP Europe, fundada en 1819 por el famoso economista Jean-Baptiste Say. A partir de ahí, el movimiento de creación de escuelas de negocios se expandió en la segunda mitad del siglo XIX. En 1871 se fundó la Escuela de negocios de Normandía en Le Havre, y en 1881 la Escuela de Estudios Superiores de Comercio en París, y la primera escuela de negocios de América, la Escuela de negocios Wharton, en Filadelfia. En 1898 se fundan las primeras escuelas de negocios en Alemania (la Handelshochschule Leipzig) y en Suiza (Universidad de San Galo).
En 1900 se funda la Escuela de negocios Tuck, pionera en impartir por primeva vez una Maestría en Administración de Empresas (MBA), y la que constituyó y consolidó el modelo de escuela que fue seguido por el resto de escuelas del mundo desde entonces.  En 1922 la Escuela de Negocios Booth ofrece el primer programa de doctorado en negocios, y en 1943, el primer MBA para ejecutivos.
Las escuelas de negocios más antiguas de otros países son la Escuela de Organización Industrial en España (1955), Zegel Ipae (1959) y la Universidad ESAN en Perú (1963).

## Titulaciones
Las escuelas de negocios pueden impartir estudios tanto de pregrado como de postgrado, aunque la mayoría solo imparten formación a nivel de postgrado.

## Metodología
El método del caso es un método de formación comúnmente asociado con escuelas de negocios, aunque también se emplean clases magistrales, libros de texto, simulaciones de negocio, seminarios, talleres, etc.
La pandemia del COVID-19 ha sido un revulsivo y un estímulo para la progresiva digitalización de la enseñanza en las escuelas de negocios. El proceso de digitalización y enseñanza en línea se ha profundizado en las escuelas de negocios mundiales. Dentro de la enseñanza digital de las escuelas de negocios, hay que distinguir dos modalidades "online learning" y "distance learning". La primera implica un cambio paradigmático, un cambio de modelo educativo que permite al alumno adquirir ciertas habilidades, mientras que la "distance learning" sigue con el modelo tradicional de docencia de un profesor impartiendo una clase transmitida por una cámara.

## Clasificaciones
Existen múltiples clasificatorios que valoran las escuelas de negocios en función de diversos parámetros. Medios de comunicación especializados en el mundo de los negocios como Financial Times, The Economist, Fortune, Expansión, o Business Week valoran la calidad de la enseñanza y los recursos empleados por las escuelas mediante investigación propia, encuestas a las escuelas y encuestas a los alumnos y antiguos alumnos.
Las clasificaciones elaboradas suelen estar dedicadas a una zona específica (escuelas en Europa, escuelas en Estados Unidos, escuelas fuera de Estados Unidos...) o a un tipo de programa específico (MBA, formación en línea, formación dentro de empresas...).

## Acreditaciones
Diversas organizaciones internacionales o nacionales entregan acreditaciones que indican que una escuela de negocios cumple unos determinados requisitos de calidad.
Se llama "triple acreditación" a obtener las tres acreditaciones más reconocidas del mundo: la Association to Advance Collegiate Schools of Business (AACSB), la Asociación de MBA (AMBA) y la EFMD Sistema de Mejora de Calidad (EQUIS). 108 escuelas de negocio han obtenido la triple acreditación, de las cuales la mayoría se sitúan en Europa.
Otras acreditaciones son la International Assembly for Collegiate Business Education (IACBE).

## Asociaciones
Algunas asociaciones de escuelas de negocios son la Escuela Superior de Management - ESM - elearningsystem.net
European University Association (EUA), la Asociación Española de Escuelas de Dirección de Empresas (AEEDE), la Asociación Española de Escuelas de Negocios (AEEN), o el Consejo Latinoamericano de Escuelas de Administración (CLADEA).